# 阿氏擬線鱸
阿氏擬線鱸，為輻鰭魚綱鱸形目鱸亞目鮨科的其中一種，分布於東太平洋的克利珀群島海域，棲息深度15-100公尺，體長可達6.1公分，生活在礁石區，為底棲性魚類，屬肉食性，生活習性不明。

## 擴展閱讀
維基物種上的相關：阿氏擬線鱸